# Доктор, Пауль
Па́уль До́ктор (нем. Paul Doktor; 28 марта 1919, Вена — 21 июня 1989, Нью-Йорк) — австрийский и американский альтист. Сын Карла Доктора, альтиста Квартета Буша.

## Биография
В возрасте пяти лет начал получать уроки на скрипке от отца, в 1938 как скрипач окончил Венскую академию музыки, а спустя некоторое время дебютировал уже как альтист, выступив вместе с Квартетом Буша при исполнении моцартовских квинтетов. В 1942 Доктор стал первым победителем по специальности «альт» на Женевском конкурсе исполнителей. К этому времени он уже покинул Вену, обосновавшись в Швейцарии и выступая с Люцернским симфоническим оркестром. Первое сольное выступление Доктора в США состоялось в 1948 году и сопровождалось таким успехом, что за ним последовали концертные туры по Канаде и европейским городам. Одновременно в 1948-1951 гг. Доктор преподавал в школе музыки Мичиганского университета и играл в составе Квартета имени Стэнли.
В 1952 музыкант принял американское гражданство и, не прекращая активной исполнительской карьеры, занялся также преподаванием (в Маннес-колледже с 1953, Джульярдской школе музыки с 1971). В этот период он часто выступает как камерный музыкант, в том числе с созданными им Нью-Йоркским струнным секстетом, «Рококо-ансамблем» и Новым Нью-Йоркским струнным трио, а также в дуэте с Иегуди Менухиным.
Доктор обладал мягким и лёгким звучанием инструмента, виртуозной техникой и обширным репертуаром, в который входили сочинения от эпохи барокко до современных композиторов. Он стал первым исполнителем написанных специально для него концертов Квинси Портера и Уолтера Пистона, но также играл и редкие классические сочинения, в частности, двойной концерт для альта и клавира с оркестром И. Х. Ф. Баха, совместно с пианисткой Ялтой Менухин. Доктор выступал на телевидении и радио, сохранились его записи.